# Quello che veramente importa
Quello che veramente importa (The Healer) è un film del 2016 diretto da Paco Arango.
Il film è dedicato a Paul Newman, attore che lanciò una rete mondiale di camp di vacanza gratuiti per bambini malati chiamata Serious Fun Children´s Network.

## Trama
Dopo essersi trasferito, su invito dello zio, in Nuova Scozia, il giovane Alec il giorno del suo trentesimo compleanno viene a conoscenza del fatto che in tutta la sua famiglia si ha il dono della guarigione. Questo dono tuttavia non è destinato a tutti i membri della famiglia Heacock (il dono salta una generazione). Alec inizialmente rifiuta il suo destino, ma l'incontro con Abigail, una ragazza malata di cancro in fase terminale, lo aiuterà a fare un salto di fede.

## Distribuzione
In Spagna, la pellicola è stata distribuita il 17 febbraio 2017; in Italia la pellicola è stata distribuita a partire dal 21 febbraio 2019, e gli incassi ricevuti destinati ai programmi di riabilitazione del Dynamo Camp.